# International Navigation Company

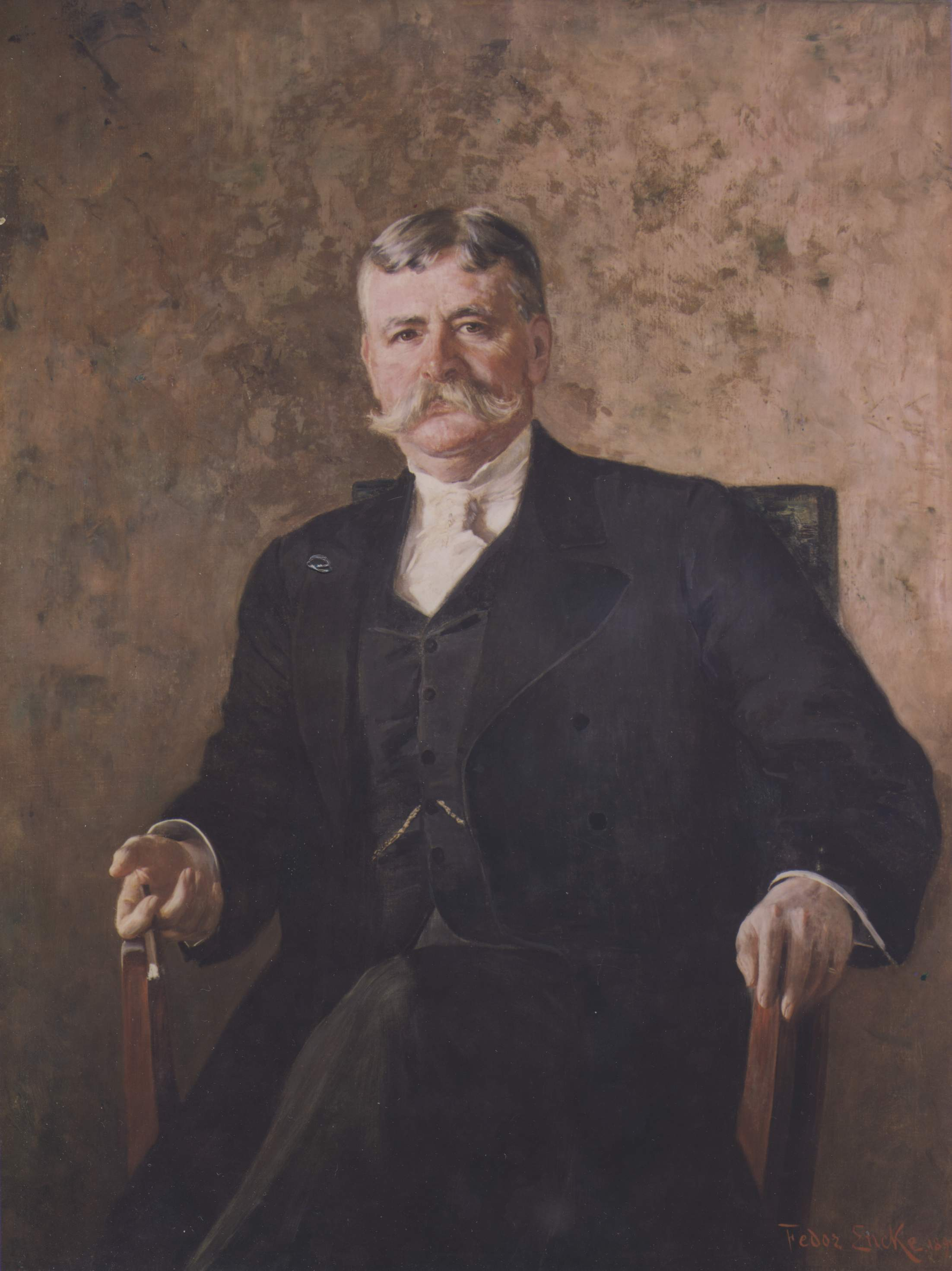
Портрет Климента Актон Гріскома — робота Федора Енке, 1899 рік.

«International Navigation Company» («INC») — (укр. Міжнародна Навігаційна Компанія (МНС)) — холдингова компанія, яка базувалася у Філадельфії. Компанія володіла 26 судами загальним тоннажем 181000 тонн та перевозила більше пасажирів ніж «Cunard Line» чи «White Star Line» в часи реорганізації «International Navigation Company» в «International Mercantile Marine Company» («IMM») у 1902 році.

## Історія
«International Navigation Company» («INC» чи «INCo») була сформована в 1871 році за підтримкою «Pennsylvania Railroad» («PRR») (укр. Залізниця Пенсильванії) для роботи суден під іноземним прапором на трансатлантичних маршрутах до Філадельфії. Климент Актон Гріском, генеральний менеджер компанії «International Navigation Company», уклав угоду з бельгійським урядом, щоб заснувати «Red Star Line» для забезпечення поштового зв'язку з Антверпену до Філадельфії та Нью-Йорку. Ця філія забезпечувала більшу частину прибутку компанії протягом наступних 30 років.
У 1873 році Гріском також взяв на себе керівництво над «American Steamship Company», яка базувалася у Філадельфії i забезпечувала пасажирські та вантажні перевезення до Ліверпулю, і яка також була підтримана «Pennsylvania Railroad». Ця компанія, відома як «American "Keystone" Line», була збитковою, тому що більш високі витрати були пов'язані з роботою суден під американським прапором.
У 1884 році «International Navigation Company» («INC») придбала активи «American Line».
У 1886 році «INC» також придбала активи «Inman Line», - оператора поштових послуг Ліверпуль-Нью-Йорк, судна якого ходили під британським прапором. «Inman Line» була у важкому фінансовому становищі, стала банкрутом і була захоплена в 1866 році своїм найбільшим кредитором «International Navigation Company», який базувався у Філадельфії. Віце-президент фірми, Клемент Гріском негайно відправився до Ліверпуля із зобов'язанням від залізниці «Pennsylvania Railroad» надати 2 млн $ в капітал до будівництва нового корабля, щоб конкурувати з «Cunard Line» і «White Star». За підтримки «Pennsylvania Railroad», Гріском замовив два рекордсмени (два нових експрес-лайнера) відновити долю та вдачу «Inman Line». Таким чином належавша американським власникам трастова компанія «International Navigation Company» придбала «Inman line» і почала оновлення експрес-флоту двома майбутніми переможцями Блакитної Стрічки: «City of New York» і другим був «City of Paris» 1888 року споруди. Так компанія вступила в епоху двогвинтових судів, що послужило кінцем у необхідності запасних вітрил. Тим не менш, британський уряд заперечує зміну власника в «Inman Line» і скасував договір автора на технічне обслуговування «Inman Line». Гріском успішно лобіював Конгрес щоб змінити прапор на двох нових експрес-лайнерах і отримати право на американські поштові субсидії. У 1893 році були об'єднані «Inman Line» з «American Line» і компанія побудувала два додаткових експрес-лайнерів в США, щоб створити преміум-щотижневий сервіс, який вже прямує в Саутгемптон.
Климент Актон Гріском вважає, що основні лінії треба об'єднати для управління потужністю і швидкого уникнення воєн. У 1899 році він познайомився з Дж. П. Морганом, інвестиційним банкіром, який був відповідальним за багато з великих злиттів протягом періоду. При фінансуванні за рахунок синдикату Моргана, Гріском і Морган в 1902 році розширили «International Navigation Company» шляхом придбання «Atlantic Transport Line», «Leyland Line», «White Star Line», «Dominion Line» і половини «Holland America Line». «International Navigation Company» була перейменована в «International Mercantile Marine Company» («IMM»).
Тим не менш, Климент Актон Гріском і Морган заплатили надто високу ціну за компанії, які вони придбали і «IMM» боровся під виплату боргу. Управління було реорганізовано, щоб зосередитися на «White Star Line» — найприбутковішої дочірньої компанії. У 1915 році «IMM» був змушений до банкрутства, коли війна порушила грошовий потік, але пізніше змогла отримати прибуток від військового попиту на морські перевезення.
У 1920-х і 1930-х роках «IMM» поступово продала велику частину своїх іноземних дочірніх компаній. У 1931 році вона придбала «United States Lines», і всі операції об'єднані під цією назвою в 1943 році.
Компанії не вдалося в 1986 році і була ліквідована, коли він більш розширений в бізнесі контейнерних вантажів.

## Судна «American Line»
| Рік         | Ім'я         | Тоннаж    | Побудували на верфі              | Доля / Стан |
| 1873        | Abbotsford   | 2595 BRT  | k.A.                             | У 1875 році потонув біля Англсі (англ. Anglesey)                                                                  |
| 1873        | Kenilworth   | 2595 BRT  | k.A.                             | У 1875 році продали                                                                                               |
| 1873        | Pennsylvania | 3488 BRT  | W. Cramp & Sons Ltd., Нью-Йорк   | У 1898 році продали                                                                                               |
| 1873        | Ohio         | 3488 BRT  | W. Cramp & Sons Ltd., Нью-Йорк   | У 1898 році продали                                                                                               |
| 1874        | Indiana      | 3488 BRT  | W. Cramp & Sons Ltd., Нью-Йорк   | У 1898 році продали                                                                                               |
| 1874        | Illinois     | 3488 BRT  | W. Cramp & Sons Ltd., Нью-Йорк   | У 1897 році продали                                                                                               |
| 1893 (1888) | New York     | 10499 BRT | J. & G. Thomson Ltd., Глазго     | 1888: ex City of New York, «Inman Line» / з 1893 року в «American Line», яка в складі «INC» / У 1920 році списали |
| 1893 (1889  | Philadelphia | 10499 BRT | J. & G. Thomson Ltd., Глазго     | 1889: ex City of Paris, «Inman Line» / з 1893 року в «American Line», яка в складі «INC» / У 1920 році списали    |
| 1893 (1874) | Berlin       | 5526 BRT  | Caird & Co. Ltd., Грінок         | 1874: ex City of Berlin, «Inman Line» / 1893 в INCo / У 1898 році продали                                         |
| 1893 (1872) | Chester      | 4791 BRT  | Caird & Co. Ltd., Грінок         | 1872: ex City of Chester, «Inman Line» / 1893 в INCo / У 1898 році продали                                        |
| 1894        | Southwark    | 8669 BRT  | W. Denny & Bros. Ltd., Дамбартон | У 1911 році списали                                                                                               |
| 1894        | Kensington   | 8669 BRT  | J. & G. Thomson Ltd., Глазго     | У 1910 році списали                                                                                               |
| 1895        | St. Louis    | 11629 BRT | W. Cramp & Sons Ltd., Нью-Йорк   | У 1920 році списали                                                                                               |
| 1895        | St. Paul     | 11629 BRT | W. Cramp & Sons Ltd., Нью-Йорк   | У 1898 році списали                                                                                               |
| 1901        | Haverford    | 11635 BRT | J. Brown & Co. Ltd., Клайдбанк   | З 1920 року на приколі / У 1925 році продали на металобрухт                                                       |
| 1902        | Merion       | 11635 BRT | J. Brown & Co. Ltd., Клайдбанк   | У 1914 році продали                                                                                               |